# Wilhelm Fassbinder (Sänger)

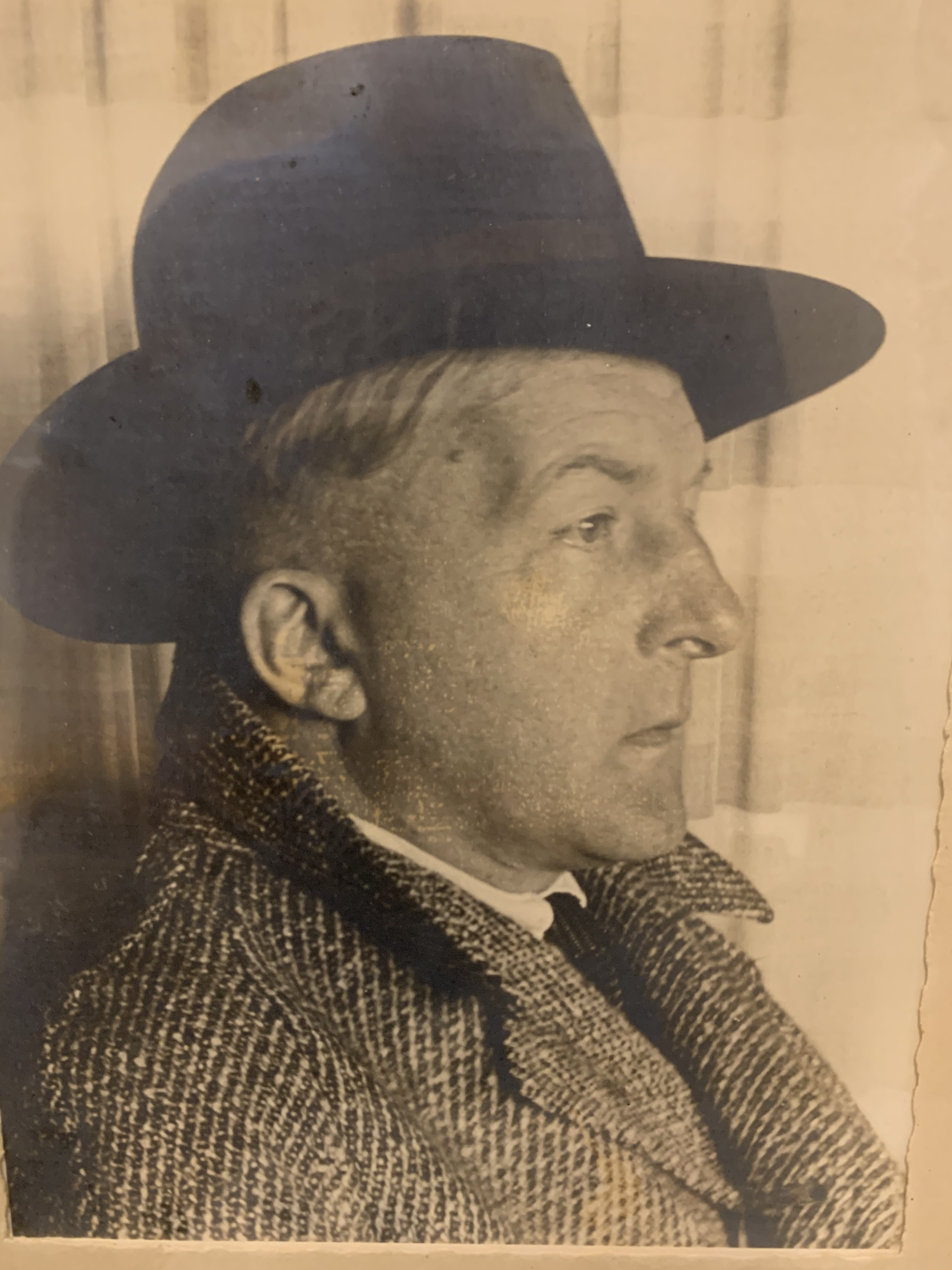
Wilhelm Fassbinder

Wilhelm Fassbinder (* 30. Oktober 1887 in Köln; † 5. März 1946 in Göttingen) war ein deutscher Opernsänger (Bassbariton).

## Leben
Der Sohn des Kölner Bildhauers Wilhelm Fassbinder und seiner Frau Gertrud geb. Hinsen studierte Gesang bei Schulz-Dornburg und Kammersänger Karl Scheidemantel.
Seine Bühnenlaufbahn begann 1913 mit einem Engagement am Opernhaus in Köln, doch wurde er 1914 zum Kriegsdienst im Ersten Weltkrieg eingezogen. 1915 konnte er seine Bühnentätigkeit am Hoftheater von Altenburg in Thüringen wieder aufnehmen, wo er bis 1918 auftrat. 1920 wurde er an das Opernhaus von Stuttgart berufen, dessen Mitglied er für zehn Jahre blieb, und das ihm 1925 den Titel Kammersänger verlieh. Hier verkörperte er vor allem Partien wie den Hans Heiling von H. Marschner, den Fliegenden Holländer, den Hans Sachs in den Meistersingern, den Borromeo in Palestrina von Hans Pfitzner, den Waffenmeister in Die Rose vom Liebesgarten des gleichen Komponisten und den Jago in Verdis Othello. 1930–32 sang er am Stadttheater Halle/Saale, 1932–34 am Stadttheater Göttingen, 1935-40 war er an der Berliner Volksoper engagiert, an der er jetzt in Buffo-Partien auftrat und als Regisseur wirkte. In den Jahren 1941-44 war er dort nur noch als Regisseur tätig. Gastspiele führten ihn an die großen deutschen Bühnen, aber auch ins Ausland. So sang er 1926 an der Covent Garden Oper London den Telramund im Lohengrin und den Wotan in der Walküre, 1930 in Aufführungen des Nibelungenrings. Er arbeitete zuletzt als Gesangspädagoge in Göttingen, wo er 1946 an Herzschwäche starb.
Er war mehrfach verheiratet, von 1921 bis 1934 mit der Schauspielerin Erna Fassbinder geb. Rieth, mit der er drei Töchter hatte.